# Замбия на Паралимпийских играх
Замбия на Паралимпийских играх впервые приняла участие в 1996 году на летних Играх в Атланте (не участвовали в Играх 2004 и 2016 годов). На зимних Играх делегация Замбии участия пока не принимала. Медалей на Играх спортсмены Замбии пока не завоевали.